# Галабор
Галабор — село в Берегівській громаді Берегівського району Закарпатської області України.

## Герографія
Село розташоване на правому берегу річки Тиса за 15 км на південь від міста Берегово.
Село тривалий час страждало від повеней, спричинених розливами близькою Тиси. В  1948 році були споруджені захисні дамби.   На березі Тиси, після скасування суворого прикордонного режиму, розбитий літній парк відпочинку, популярний не лише серед селян, але й мешканців Берегова та району.

## Назва
Назва походить від слов'янського особистого Грабр. В 1300 р. село вперше згадується як Гарабур, в 1305 р. – Гарабур, в 1324 р. – Гарабор. Нинішня назва села – Галабор – зустрічається в письмових джерелах з XVI ст. В радянський час називалося Грабарове.  Село було власністю не надто могутніх угорських землевласників, що змінювали один одного – з родин Йоб, Тхене, Дежу.

## Герб
В лазуровому щиті з зеленої землі, перетятої срібною вузькою хвилястою балкою, зламане дерево, із якого проростають нові гілки з зеленим листям.
Зламане дерево, з якого проростають нові гілки - це символ незламності та відновлення, продовження віри в майбутнє.

## Архітектура
В  XVII ст. в селі реформатською громадою була збудована дерев’яна церква, яка згоріла в 1753 р. В 1760 р. була зведений інший дерев’яний храм, який похилився та в 1835 р. був переставлений на кам’яний фундамент. З 1777 р. велися церковні метричні записи. В 1911 р. замість дерев’яної церкви була збудована мурована. Ця церква занесена до переліку Пам'яток архітектури місцевого значення.
На стіні церкви встановлено меморіальну дошку на честь римо-католицького священика XV – XVI ст. Берталона Добоша, видатного літописця, уродженця села Галабор. На дошці угорською мовою написано: «Галаборі Добош Бертолон (літописець),  єдиний визначний діяч Галабора, він копіював Кодекс-Добрентеі, та був один із перших перекладачів Пісні Співів і псалмів царя Давида. В 1493-94 роках навчався в м. Краків, потім священик егерського округу, королівський нотаріус та громадський писар».  Встановлено  реформатською громадою на честь  100-ї  річниці побудови церкви»
На початку ХХ ст. в селі був великий палац, збудований графом Папарі. Палацом згодом володіла відома оперна співачка та кіноактриса Шарі Федак, родом з Берегова. В радянський час палац було відібрано, і він занепав. Будівлю розібрали, і на її міст збудували школу. Школа неподалік церкви функціонує й тепер, однак від палацу не залишилось жодного сліду. 

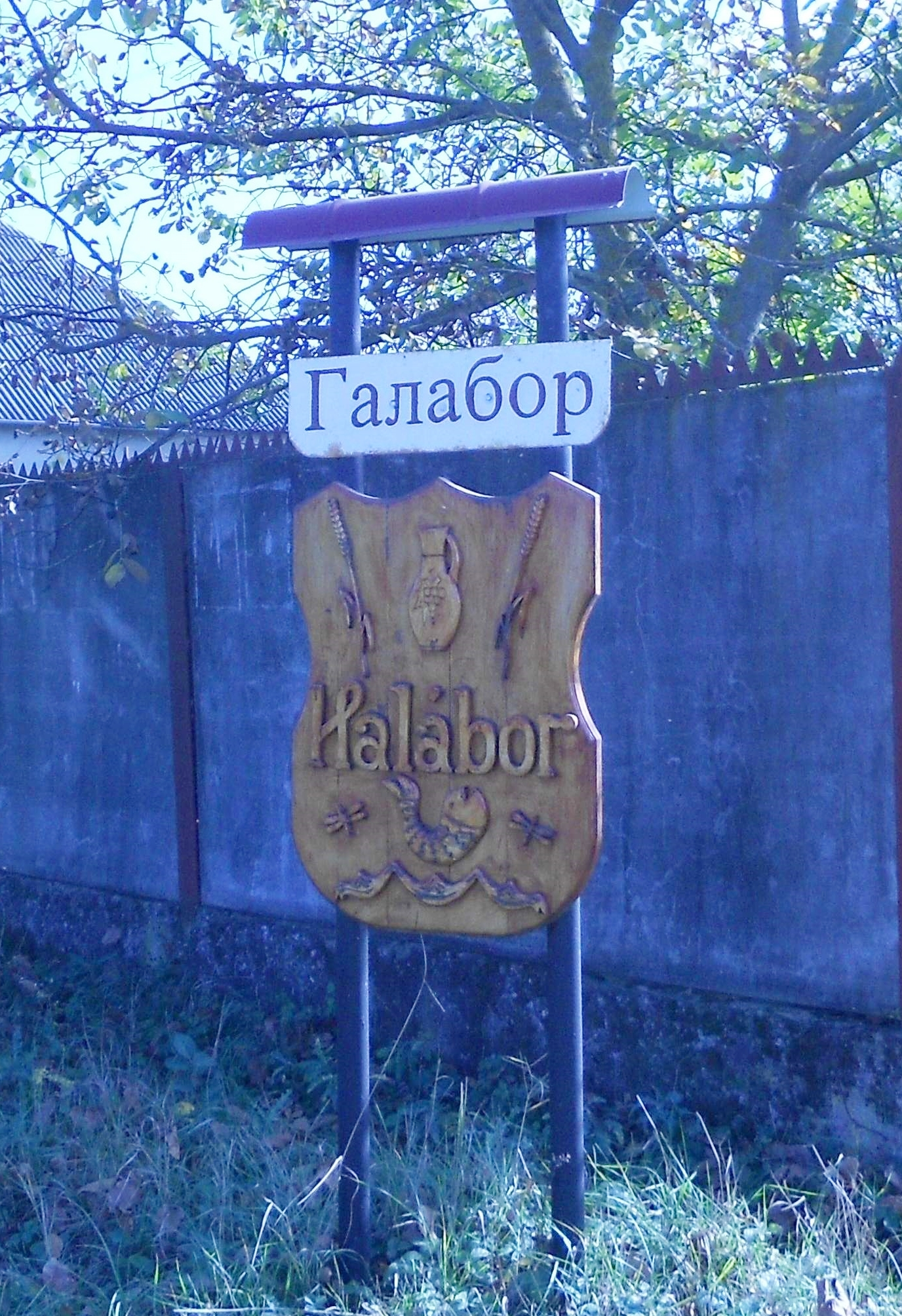
Герб села Галабор

В 1989 році  на сільському цвинтарі поставили пам’ятник жертвам сталінського терору.      

## Туристичні місця
- літній парк відпочинку
- храм 1911 року
- встановлено меморіальну дошку на честь римо-католицького священика XV – XVI ст. Берталона Добоша, видатного літописця
- На початку ХХ ст. в селі був великий палац, збудований графом Папарі.
- пам’ятник жертвам сталінського терору 

### Відомі уродженці
- родився Берталан Галаборі Добош, переписувач  Döbrentei-kódex, був першим перекладачем Давидових псалмів. 

## Джерела

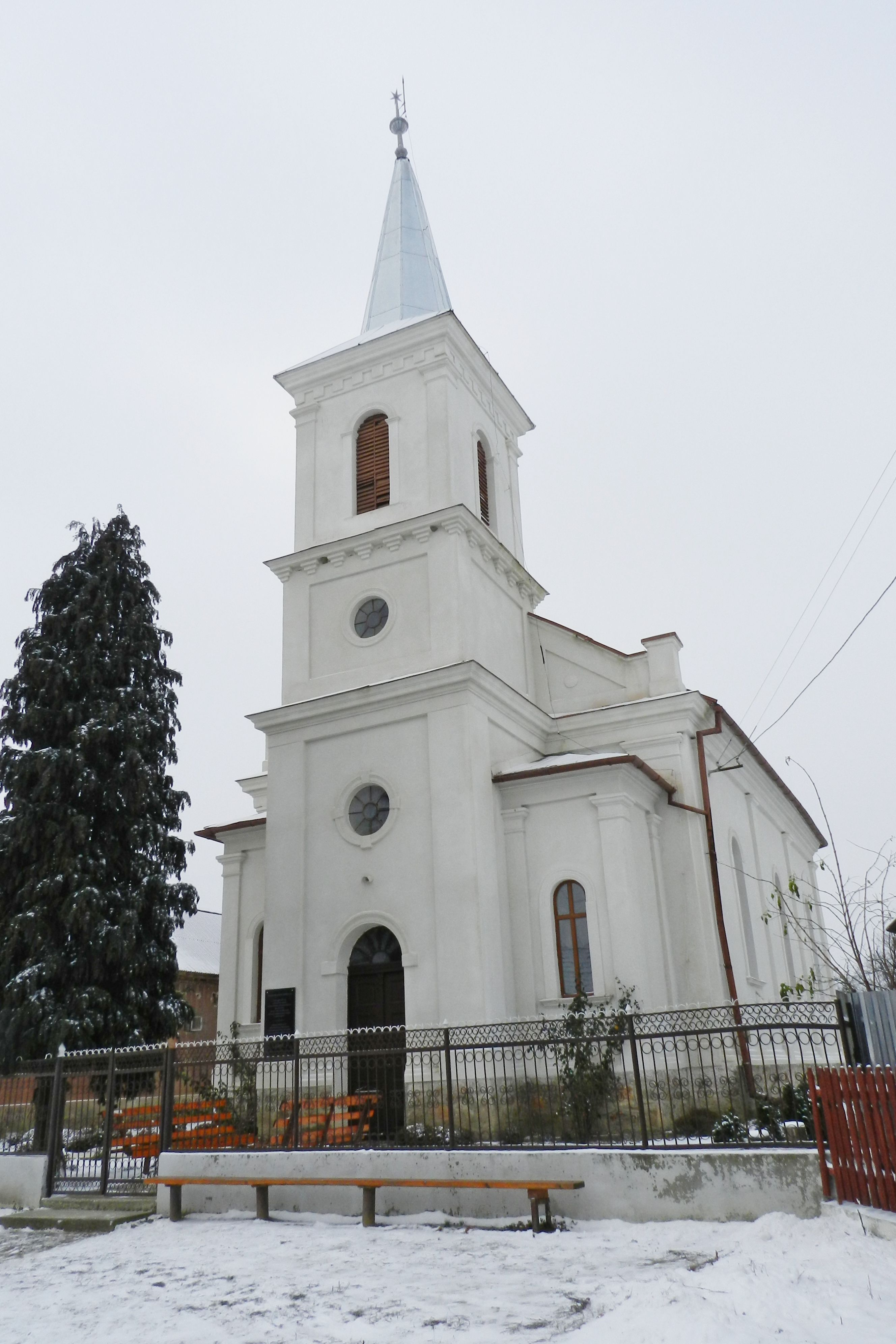
Реформатська церква в с. Галабор, 1911 р.